# Pochapovo (district de Pinsk)
 (juillet 2024).
Pochapovo (en biélorusse : Пачапава ) est un village se situant dans le district de Pinsk de la région de Brest en Biélorussie ou république du Belarus. Celui-ci fait partie du conseil du village de Gorodishche . La Population y est de 847 habitants (2019)  .

## Géographie
Pochapovo est situé à 7 km au nord-est du centre de la ville de Pinsk. Le village se trouvant sur la rive gauche de la rivière Pina, il est entouré d'un réseau de canaux de réhabilitation. ce qui a donné, non-loin du village un lac portant le même nom que le village. À l'est et au sud se trouvent les territoires de la réserve républicaine du Moyen Pripyat . Le village de Vysokoe est adjacent à Pochapovo au nord-ouest, au sud-ouest du village se trouve le village de Pinkovichi, au nord - Kupyatichi, au nord-est - Gorodishche . Au nord du village se trouvent l'autoroute Р8 (Pinsk - Luninets ) et la ligne ferroviaire Pinsk - Luninets, les gares les plus proches se trouvant à Pinsk et Gorodishche  .